# Castrul roman Buridava
Castrul roman Buridava este situat în zona suburbană Stolniceni a municipiului Râmnicu Vâlcea.
Băile termale, au fost descoperite prin anii 1950 și este singura construcție descoperită până acum din castrul roman de la Buridava.
În Legea nr. 5 din 6 martie 2000 privind aprobarea Planului de amenajare a teritoriului național - Secțiunea a III-a - zone protejate, Publicat în Monitorul Oficial al României nr. 152 din 12 aprilie 2000, Parlamentul României includea și e) 35. Buridava antică, complex de așezări civile aflate în jurul unor înălțimi fortificate, cu terase, palisade și turnuri de apărare (în punctul "Cosota"), Orașul Ocnele Mari, localitatea Ocnița Vâlcea .
Situl arheologic de la Buridava este inclus în Lista monumentelor istorice 2004 din Județul Vâlcea la Nr. crt. 182, Cod LMI 2004: VL-I-s-A-09580 ca: "Buridava Romană” sec. II - III.

## Istoricul cercetărilor
D. Tudor a asumat existența unui castru modest, de 60 x 60 m (posibil burgus), în punctul „Conacul Boroneasa”. Punctul se află pe o terasă înaltă pe malul drept al râului, la sud de fosta așezare Stolniceni, în administrația teritoriului municipiului Râmnicu Vâlcea.
Prezența cohortelor I Hispanorum (Hunt papirus), I Brittonum și II Flavia Bessorum este atestată aici. În plus, au fost ștampilate materiale ceramice ale celor trei legiuni prezente în Moesia Inferior: V Macedonica, I Italica și XI Claudia, precum și 85 de piese cu ștampila P (edites) S (ingulares) de la Augusti pro praetore Moesiae Inferioris.
Gh. Bichir a descoperit indiciile unei așezări civile în timpul săpăturilor sale în vicus militar, dar nu s-a putut dovedi existența lor. În timpul acestor săpături, a fost dezgropată una dintre cele mai mari și mai bine conservate clădiri din Dacia de Jos care conține o serie de camere ce prezintă caracteristici speciale unei băi și aparțineau fie unei băi uriașe, fie unei structuri mari cu o baie integrată. Ioana Bogdan-Cătăniciu a recunoscut pe baza imaginilor aeriene un amfiteatru militar. Dimensiunea redusă a fortificației, pe de altă parte, ar fi fost ciudată pentru o prezență militară semnificativă, mai ales în epoca Traiană. Este posibil să fie localizată în proximitatea fortificației dacice de la Ocnele Mari, D. Tudor a stabilit ideea că scaunul guvernatorului Moesiei Inferioare era staționat în această zonă între cele două expedotiones ale lui Traian, pe baza dovezilor epigrafice. Nu s-au putut aduna detalii memorabile ale nivelurilor romane timpurii, deoarece săpăturile de salvare efectuate s-au întămășat în grabă, iar situl a fost apoi în mare parte afectat de dezvoltarea modernă. 

## Cercetările recente
O inițiativă susținută de Consiliul Județean Vâlcea, cercetările arheologice au fost reluate în anul 2022 cu scopul de a identifica toate clădirile antice din parcul arheologic și de a le documenta pentru a crea o strategie convingătoare de conservare și valorificare primară.
Pe parcursul campaniei au fost documentate 13 camere doar pentru băile termale mici, după care s-a putut face un plan al clădirii. Gh. Bichir în 1992, creează un plan neterminat pe care există doar 3 camere și 6 pereți. Între 0,70 și 0,80 metri grosime, pereții sunt formați din piatră de carieră sau piatră de râu legată cu mortar. Ocazional, sunt încă vizibile mici fragmente din elevația zidurilor din cărămidă. Din cele 13 camere, cinci sunt abside, camera C12 fiind cea mai mare.
Din această zonă se poate intra în altă cameră, din care cel mai probabiș probabil ar fi coborât trei scări ce erau parțial vizibile în interiorul camerelor de la sud-est. 
Cele mai recente calcule situează întinderea sitului la aproximativ 50 de hectare, majoritatea structurilor semnificative fiind grupate între Olt și drumul național. Locația exactă a castrului este necunoscută. Proiectul de cercetare din următorii ani propune să revitalizeze zona prin utilizarea celor mai eficiente tehnici de cercetare interdisciplinară. Constatările studiului vor servi drept bază pentru inițiative importante care pot folosi pe deplin potențialul sitului arheologic.

## Imagini

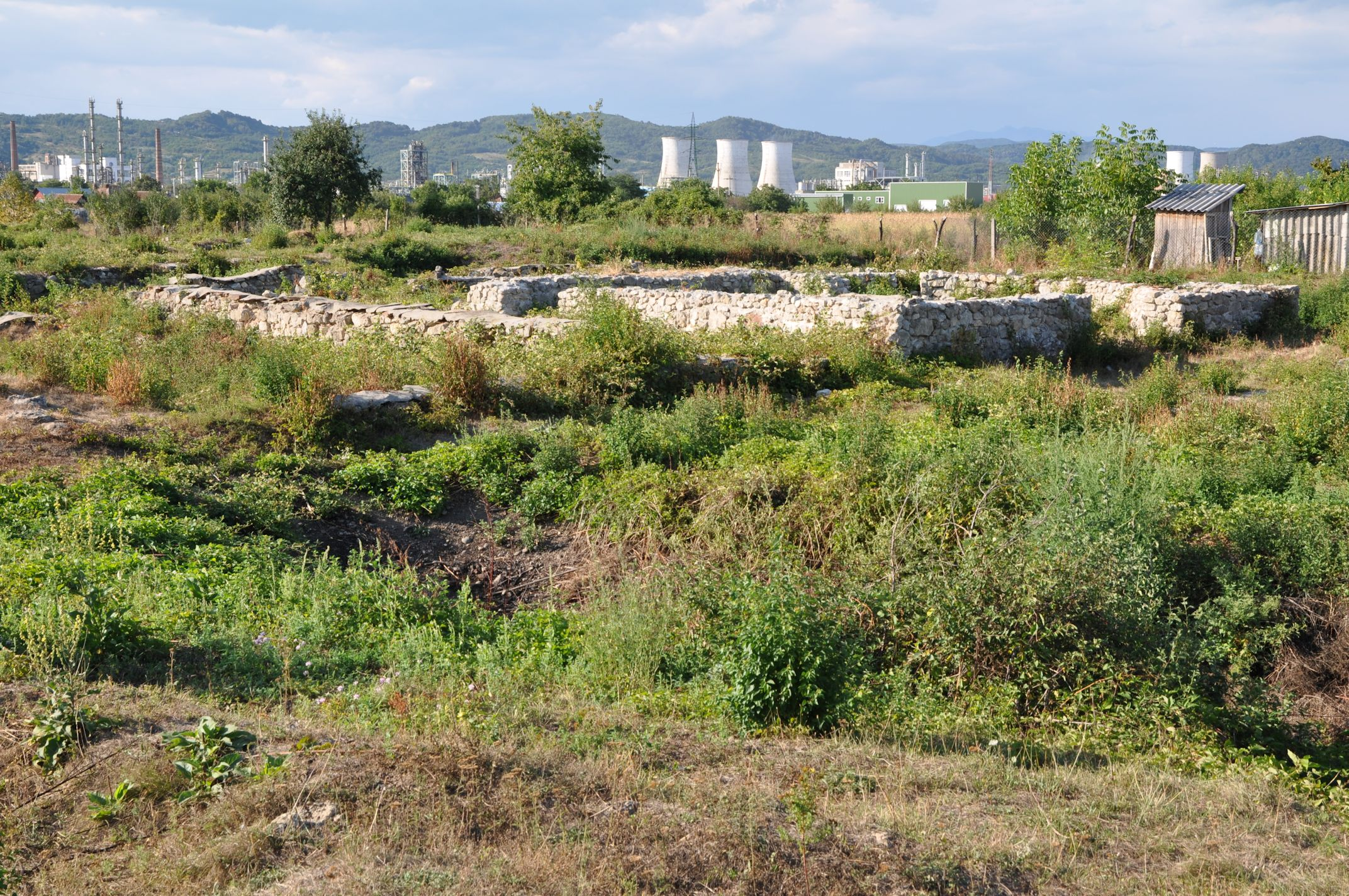
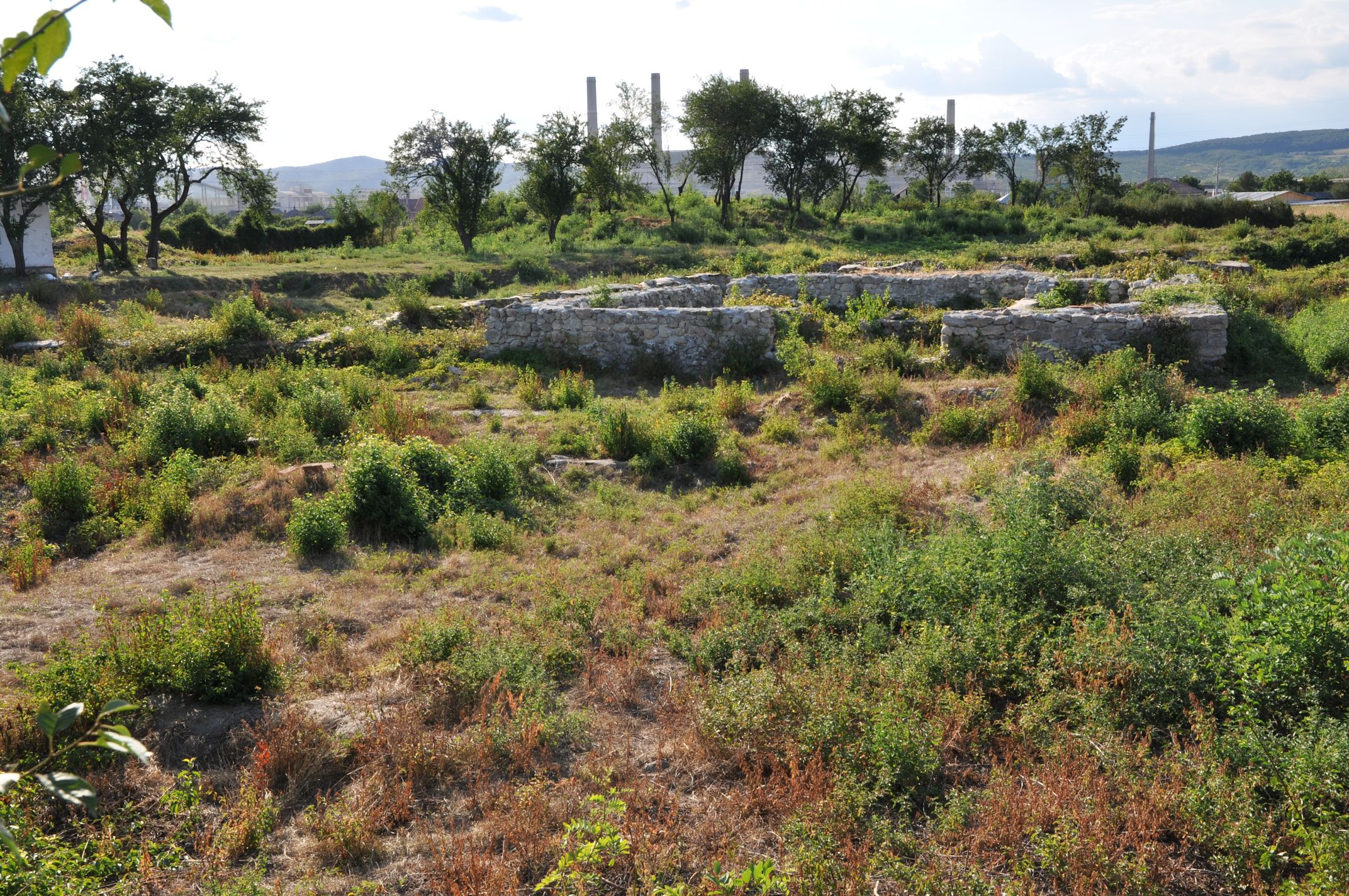
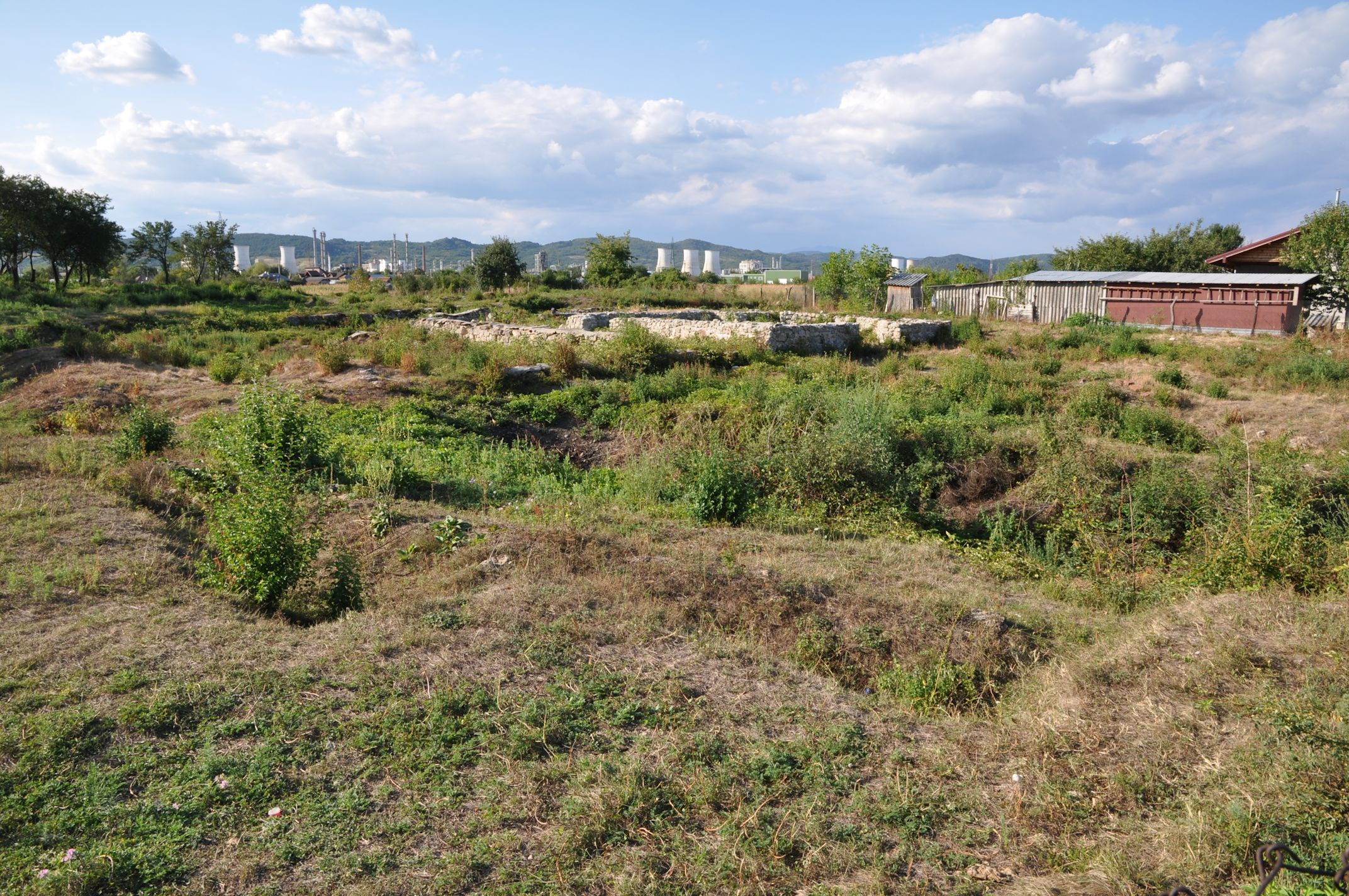
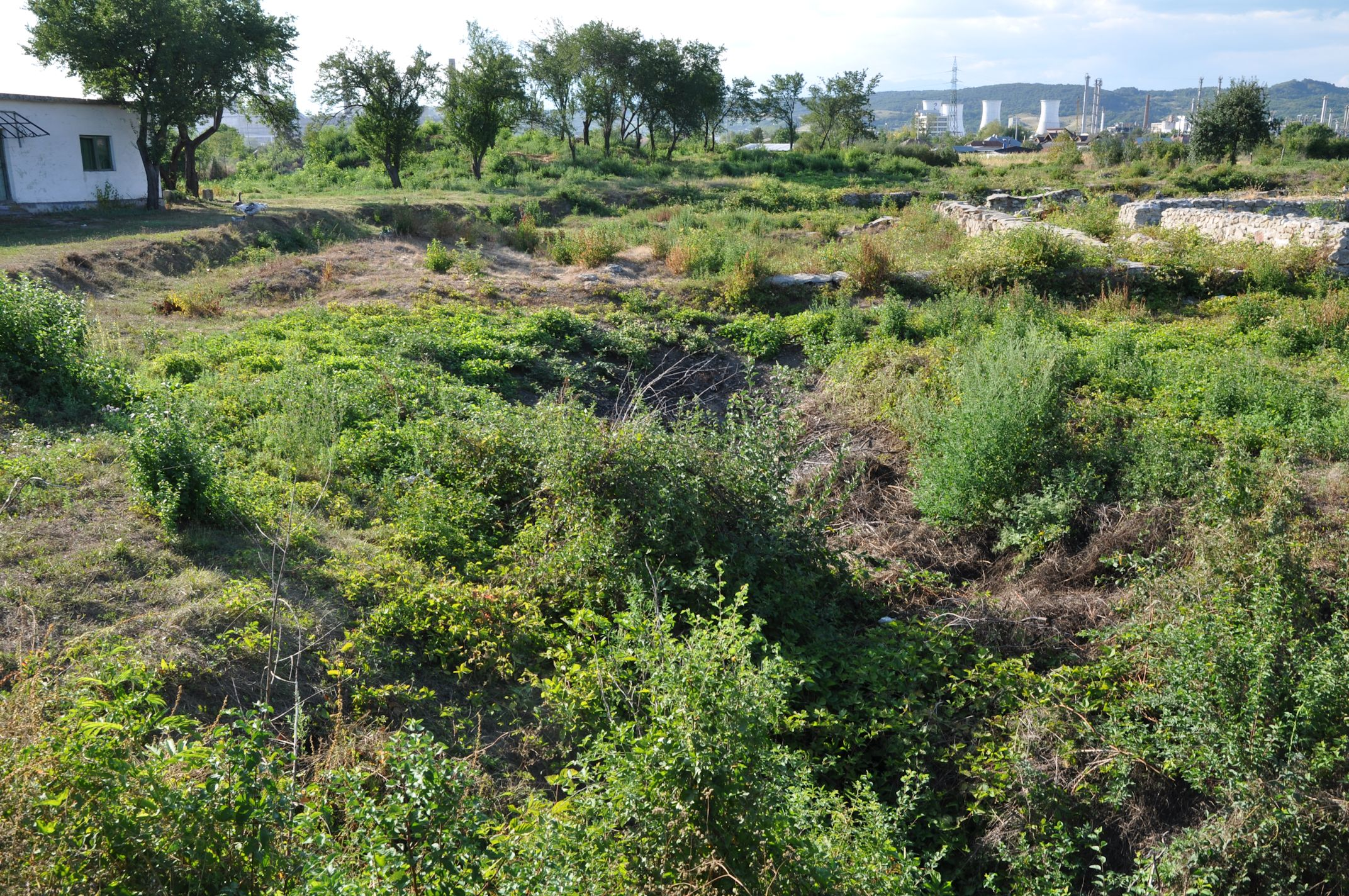